# Лёйендейк, Ари (младший)
Ари Лёйендейк-младший (англ. Arie Luyendyk Jr., 18 сентября 1981, Хертогенбос, Нидерланды) — нидерландский автогонщик, сын автогонщика Ари Лёйендейка.

## Биография
Через три года после рождения Лёйендейка-младшего его отец перебрался в США, где и добился главных успехов. В 1999 году Лёйендейк-младший занял 20-е место в нидерландском чемпионате «Formula Ford 1800», в 2000 — 11 место в американском чемпионате F2000, в 2001 — 13 место в «Formula Ford 1800 Benelux», 3 место в SCCA National Championship Runoffs Formula Continental и 9 место в американском чемпионате F2000. В сезонах 2002—2008 и 2010 участвовал в младшей серии «Индикар» IRL Infinity PRO/Indy Lights. В 2004 году занял в чемпионате третье место; в последней гонке сезона-2008 на «Чикаголенд Спидвей» одержал единственную победу в серии. В 2005 году не прошёл квалификацию к гонке «500 миль Индианаполиса», в следующем году, стартовав 31-м, занял в гонке 28 место, сойдя на 54 круге.
Лёйендейк-младший принимал участие в ряде телешоу — The Bachelorette, The Bachelor, Wipeout.

## Личная жизнь
12 января 2019 года женился на Лорен Бёрнхэм. У пары трое детей — дочь Алесси Рен (род. 29 мая 2019) и двойняшки — сын Лакс Джейкоб и дочь Сенна Джеймс (род. 11 июня 2021).